# Uciąż
Uciąż – wieś w Polsce położona w województwie kujawsko-pomorskim, w powiecie wąbrzeskim, w gminie Płużnica.
Pierwsze wzmianki o Uciążu pochodzą z 1223 roku. W roku 1865 został nabyty przez Apolinarego Działowskiego (własność do lat 80. XIX wieku), działacza narodowego i gospodarczego, który wzniósł parterowy dwór i założył niewielki park. Budynek na początku XX w. został zaadaptowany na szkołę, obecnie jest własnością prywatną.
W latach 1975–1998 miejscowość administracyjnie należała do województwa toruńskiego. Według Narodowego Spisu Powszechnego (III 2011 r.) liczyła 179 mieszkańców. Jest jedenastą co do wielkości miejscowością gminy Płużnica.